# Comuna Tucine, Bilopillea
Tucine (în ucraineană Тучне) este o comună în raionul Bilopillea, regiunea Sumî, Ucraina, formată din satele Oleksandrivka și Tucine (reședința).

## Demografie
Componența lingvistică a comunei Tucine
     Ucraineană (95,22%)
     Rusă (4,04%)
     Alte limbi (0,12%)
Conform recensământului din 2001, majoritatea populației comunei Tucine era vorbitoare de ucraineană (95,22%), existând în minoritate și vorbitori de rusă (4,04%).